# 2473 Heyerdahl
2473 Heyerdahl este un asteroid din centura principală, descoperit pe 12 septembrie 1977 de Nikolai Cernîh.